# Antonio Maceda
Antonio Maceda Francés (Puerto de Sagunto, Valencia, España, 16 de mayo de 1957) es un exfutbolista, entrenador y comentarista deportivo español.

## Trayectoria
En 1975 fichó por el Real Sporting de Gijón, procedente del C. D. Acero, en un traspaso que se cifró en 1,5 millones de pesetas. Vivió años de gran intensidad en las filas del Sporting, el descenso de 1976, el ascenso al año siguiente, el subcampeonato de Liga en la temporada 1978-79 y los de Copa del Rey en 1981 y 1982.
Permaneció en Gijón durante diez años hasta que en 1985 Ramón Mendoza lo fichó para el Real Madrid C. F. En las filas del conjunto blanco permaneció durante cuatro temporadas, en las que conquistó cuatro Ligas, una Copa del Rey, una Supercopa de España y una Copa de la UEFA, en 1986. Sin embargo, Maceda, lesionado de gravedad durante el Mundial de 1986, apenas pudo participar en los triunfos de su equipo, pasándose en blanco tres de las cuatro temporadas que estuvo en Real Madrid. Al concluir su contrato en la temporada 1988-89 decidió abandonar la práctica del fútbol.

### Tras su retirada
Una vez finalizada su etapa como jugador, ocupó el cargo de director de la escuela de fútbol de la Asociación de Futbolistas Españoles y también se dedicó a labores de comentarista deportivo en programas radiofónicos. En 1996, comenzó su carrera como entrenador, labor en la que ha dirigido al C. D. Badajoz, al Real Sporting de Gijón "B", al Real Sporting de Gijón en dos etapas —1997-98 y 2002-03— y a la S. D. Compostela. En el año 2006, retomó su faceta de comentarista colaborando en canales de televisión como La Sexta, Gol Televisión, Al Jazeera Sports o Castilla-La Mancha TV.
Desde 2007 comenzó a participar como presidente en la empresa StarDreams, integrada por varios destacados deportistas como Julio Salinas, Albert Ferrer, Almudena Cid, Estela Giménez, Gervasio Deferr, Blanca Fernández Ochoa, Martín Fiz, Amaya Valdemoro, Fernando Romay o Xavi Torres y dedicada principalmente al asesoramiento a directivos y ejecutivos en la mejora del rendimiento laboral.

## Selección nacional
Fue internacional con la selección española en treinta y seis ocasiones en las que llegó a anotar ocho goles. Su debut se produjo el 25 de marzo de 1981 en Londres, en un encuentro ante Inglaterra que finalizó con victoria por 1-2. Estuvo presente en las fases finales de los Mundiales de 1982 y 1986. Su mejor momento con la selección lo vivió en la Eurocopa 1984, donde un gol suyo ante Alemania metió a España en las semifinales de la competición. Posteriormente, en la final, el conjunto español cayó ante la anfitriona Francia. Jugó su último partido como internacional el 1 de junio de 1986, en la ciudad mexicana de Guadalajara, ante la selección brasileña. España fue derrotada por 0-1.

## Clubes

### Como jugador
| Club                   | País   | Año       |
| ---------------------- | ------ | --------- |
| Real Sporting de Gijón | España | 1975-1985 |
| Real Madrid C. F.      | España | 1985-1989 |

### Como entrenador
| Club                       | País   | Año       |
| -------------------------- | ------ | --------- |
| C. D. Badajoz              | España | 1996-1997 |
| Real Sporting de Gijón "B" | España | 1997      |
| Real Sporting de Gijón     | España | 1997      |
| S. D. Compostela           | España | 1998      |
| Real Sporting de Gijón     | España | 2002-2003 |

## Palmarés

### Campeonatos nacionales
| Título              | Club              | País   | Año  |
| ------------------- | ----------------- | ------ | ---- |
| Liga española       | Real Madrid C. F. | España | 1986 |
| Liga española       | Real Madrid C. F. | España | 1987 |
| Liga española       | Real Madrid C. F. | España | 1988 |
| Liga española       | Real Madrid C. F. | España | 1989 |
| Copa del Rey        | Real Madrid C. F. | España | 1989 |
| Supercopa de España | Real Madrid C. F. | España | 1989 |

### Copas internacionales
| Título          | Club              | País                              | Año  |
| --------------- | ----------------- | --------------------------------- | ---- |
| Copa de la UEFA | Real Madrid C. F. | Madrid (España) Berlín (Alemania) | 1986 |